# Maybelle Jackson
Maybelle Mae Jackson ist eine amerikanische Songwriterin.
Auf Maybelle Jackson sind in der Datenbank der BMI sechs Titel registriert. Heeby-Jeebies ist eine Zusammenarbeit mit John Marascalco für Little Richard aus dem Jahr 1956, die auf dessen Hit Tutti Frutti zurückgeht. Der Song erreichte auf Single der Specialty Records Platz 7 der R&B-Charts im Billboard. Zwei weitere Kompositionen von Jackson Spreadin’ Natta What’s the Matta und Thomasine nahm Little Richard Anfang der 1970er Jahre für seine Alben The Rill Thing beziehungsweise The Second Coming auf Reprise Records auf. Dazu kommen Jesse Belvins Love, Love of My Life, Guitar Slims Quicksand und Secretly Married. Letzteres schrieb sie zusammen mit dem Songwriter Stanley Ray.